# USS Midway (CV-41)
USS Midway (CV-41) je letadlová loď Námořnictva Spojených států, která působila ve službě v letech 1945–1992 a která od roku 2004 funguje jako muzeum v San Diegu. Jedná se o vedoucí loď své třídy.
Byla pojmenována podle bitvy o Midway. Objednána byla jako letadlová loď s označením CV-41, ještě před zahájením stavby v roce 1943 byla překlasifikována na velkou letadlovou loď CVB-41. Její stavba byla zahájena 27. října 1943 v loděnici Newport News Shipbuilding v Newport News ve Virginii. K jejímu spuštění na vodu došlo 20. března 1945, do služby byla zařazena 10. září 1945. V roce 1952 byla její klasifikace změněna na útočnou letadlovou loď CVA-41. V letech 1955–1957 prodělala modernizaci, při které mimo jiné obdržela úhlovou letovou palubu. V dalších desetiletích se zúčastnila např. války ve Vietnamu a války v Zálivu. V roce 1975 byla překlasifikována na víceúčelovou letadlovou loď CV-41. Ze služby byla vyřazena 11. dubna 1992, poté zůstala odstavena pro případné využití jako cvičná letadlová loď, nakonec z ní byly odstraněny všechny elektronické a zbraňové systémy. Na přelomu let 2003 a 2004 byla přetažena do kalifornského San Diega, kde byla zpřístupněna veřejnosti jako muzeum.